# ハンス・メムリンク
ハンス・メムリンク（メムリング、Hans Memling, 1430年/1440年頃 - 1494年8月11日）は、15世紀フランドルの画家。
15世紀後半にブルッヘで活躍した画家。ヤン・ファン・エイク、ロヒール・ファン・デル・ウェイデンに続く世代の北方絵画を代表する画家である。宗教的な主題を、華麗な色彩と、北方絵画特有の細部までゆるがせにしない徹底した写実表現をもって描いた。

## 生涯
ドイツのフランクフルト近郊ゼーリゲンシュタットの生まれだが、主にフランドルのブルッヘで活動している。生年ははっきりしていない。父はHamman Momlingen、母はLuca Stirn、両親は1451年ごろに死去した。ブリュッセルのファン・デル・ウェイデンの工房で修業したと推定され、1465年にはブルッヘの市民権を得ている。1470年には「雪の聖母兄弟団」（Gilde van Onse LieveVrouwe van der Snee）に入団。1480年ごろに, Sint Joris 街に邸宅を購入。1480年 ブルッヘの富家227人の一人として皇帝マキシミリアンに戦時税を支払った。1487年  妻 Tanna逝去。財産を子供3人Hannekin, Neelkin, Claykinと分割した。1494年8月11日 逝去 ブルッヘの聖ヒーリス教会に埋葬。2006年現在、墓石は行方不明。

## 伝説
18世紀半ば、フランス宮廷画家でもあったジャン＝バティスト・デカンが1753年に刊行したLa Vie des peintres flamands, allemands et hollandaisに、「ブリュージュの近郊ダムで生まれたメムリンクは、若いころ無頼少年で、兵士になり、傷病した。その傷ついた身体を看護治療してくれたのが聖ヨハネ病院で、そこで絵を描きだして有名になった。」という、聖ヨハネ病院の誰かから聴いたという伝説を記した。「ナンシーの戦いで負傷した」と付会したのは、1845年に、Histoire de la peintre flamande et hollandaise, Ⅱ, Brussel, 1845を刊行したA.Michielis。この伝説はFierens-Gevaert(1922)で既に、「現在では意味がない」と否定されている。

## 作風と代表作
シュテファン・ロッホナー、ロヒール・ファン・デル・ウェイデン,ヤン・ファン・エイクの影響が感じられる宗教画のほか、寄進者像を中心とした肖像画にも優れたものが残っている。メムリンクの作品には、師のファン・デル・ウェイデンのような激しい情感の表出は見られず、画面は静寂感に満ちている。細部の精密描写は北方絵画全般に見られる特色だが、メムリンクは、金属製の鎧の表面に映った鏡像までも執拗に描写している。端麗な古典主義の画家という評価がある。油彩画の総カタログは(Dirk de Vos(1994))、Faggin(1973)、Friedlaender(1971)が有名である。以下、作品番号はVはDirk de Vos、 FAはFaggin、FはFriedlaenderと仮に表示しておく。
- 『最後の審判』(V1, FA1, F8),1467, 三連祭壇画,木製の板に油彩, 1467. 元々はイタリアフィレンツェのフィエーゾレにあるBadia Fiesolana教会の為に作られたものだが、戦争による紆余曲折を経て1473年からポーランド、グダンスク (当時は神聖ローマ帝国領) の聖マリア教会に飾られていた。1972年以降はグダンスク国立美術館館(英語版)に所蔵されている。 虹の玉座に座っているのはキリストで、その周囲には聖母マリア、十二使徒、および洗礼者ヨハネがおり、その上にはキリストの受難のシンボルを持った天使達がいる。天と地の間にいる天使達は最後の審判を告げている。地の中央にいるのは大天使ミカエルで、生き返った霊魂の重さを計っている。右側は地獄で、左側は天国。左の階段にいるのは聖ペトロ[6]。
- 洗礼者聖ヨハネと福音書記者聖ヨハネの三連祭壇画(V31, FA6,  F11), 1479,（メムリンク美術館ブルッヘ）（聖女カタリナの神秘の結婚とも名付けられている）[7]
- 女性肖像（Sibylla Sambethaと後世に額縁に銘文がつけられた)(V36,FA10,F94), 1480, ベルギー,ブルッヘ, メムリンク美術館
- 『マールテン・ファン・ニューウェンホーフェの二連祭壇画』(V78,FA13,F14) 1487年, ブルッヘ、メムリンク美術館
- 『聖ウルスラの聖遺物箱』(V83, FA15, F24), 1489年, ベルギー,ブルッヘ, メムリンク美術館。聖遺物箱の表面にメムリンク筆のパネル画を取りつけたものである。カーレル・ファン・マンデル「北方画家列伝」も記載している[8]。
- 受難 多翼祭壇画 (V90, FA16, F3), 1491,  リューベック、聖アン聖堂美術館
- キリストと奏楽天使（Najera祭壇画）(V61, FA35, F22), c. 1480 アントワープ王立美術館
- 『キリストの降臨と勝利』(『マリアの七つの喜び』とも)(V61,FA35, F22), 1480, ミュンヘン、アルテピナコテーク
- 『受胎告知』 (V84,FA11,F26),（メトロポリタン美術館、ロバート・レーマン・コレクション）
- 『虚栄と地上の救』小型祭壇画(V64,FA34,F21),, 1485年頃、オークの板に油彩、3枚とも22 x 15 cm ストラスブール美術館

## ギャラリー
受難(Passion) en:Altarpiece/en:Polyptych (1491) リューベック en:Lübeck聖アンナ博物館de:St.-Annen-Museum Lübeck

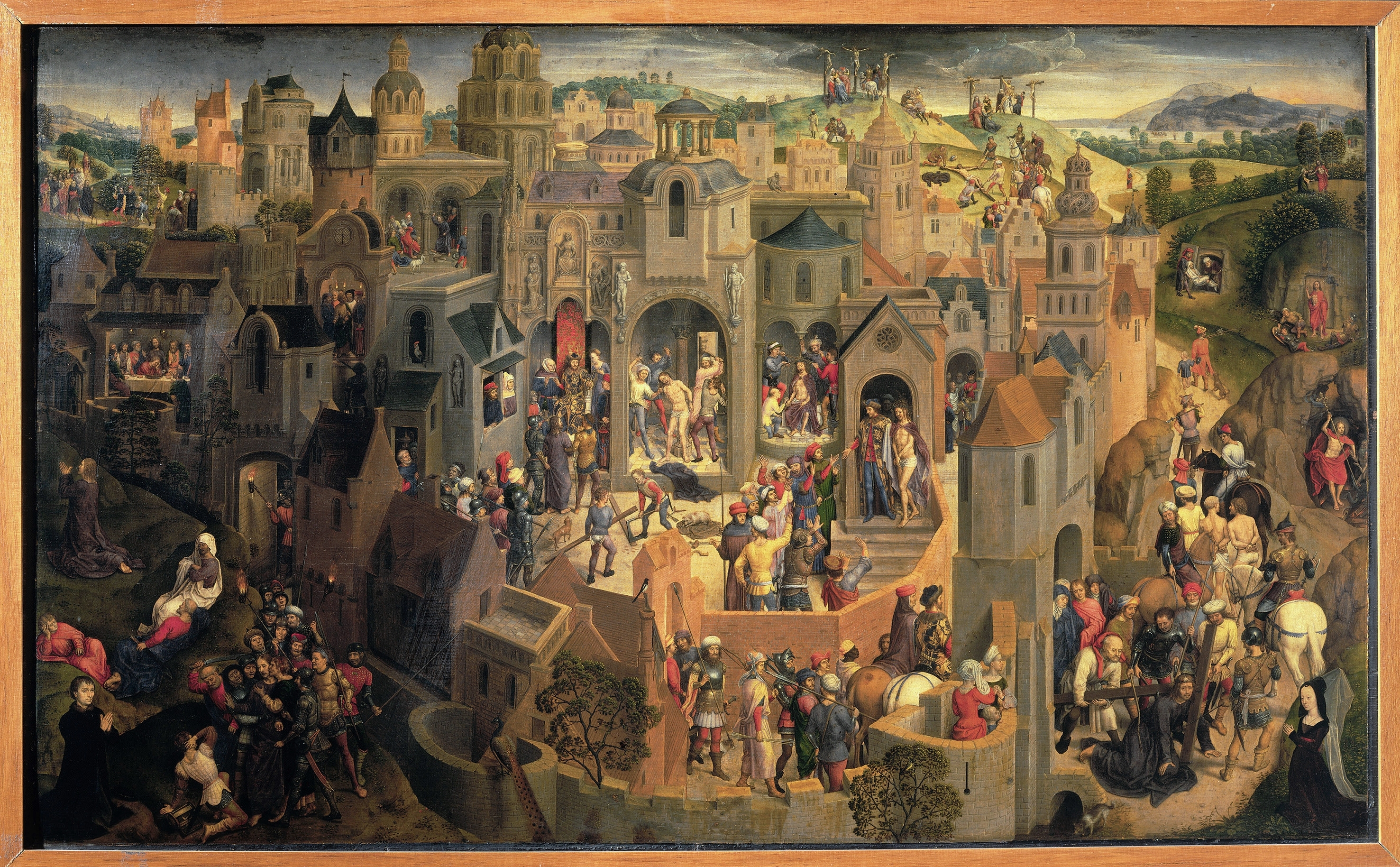
『キリストの受難』, 1470年頃、サバウダ美術館、トリノ
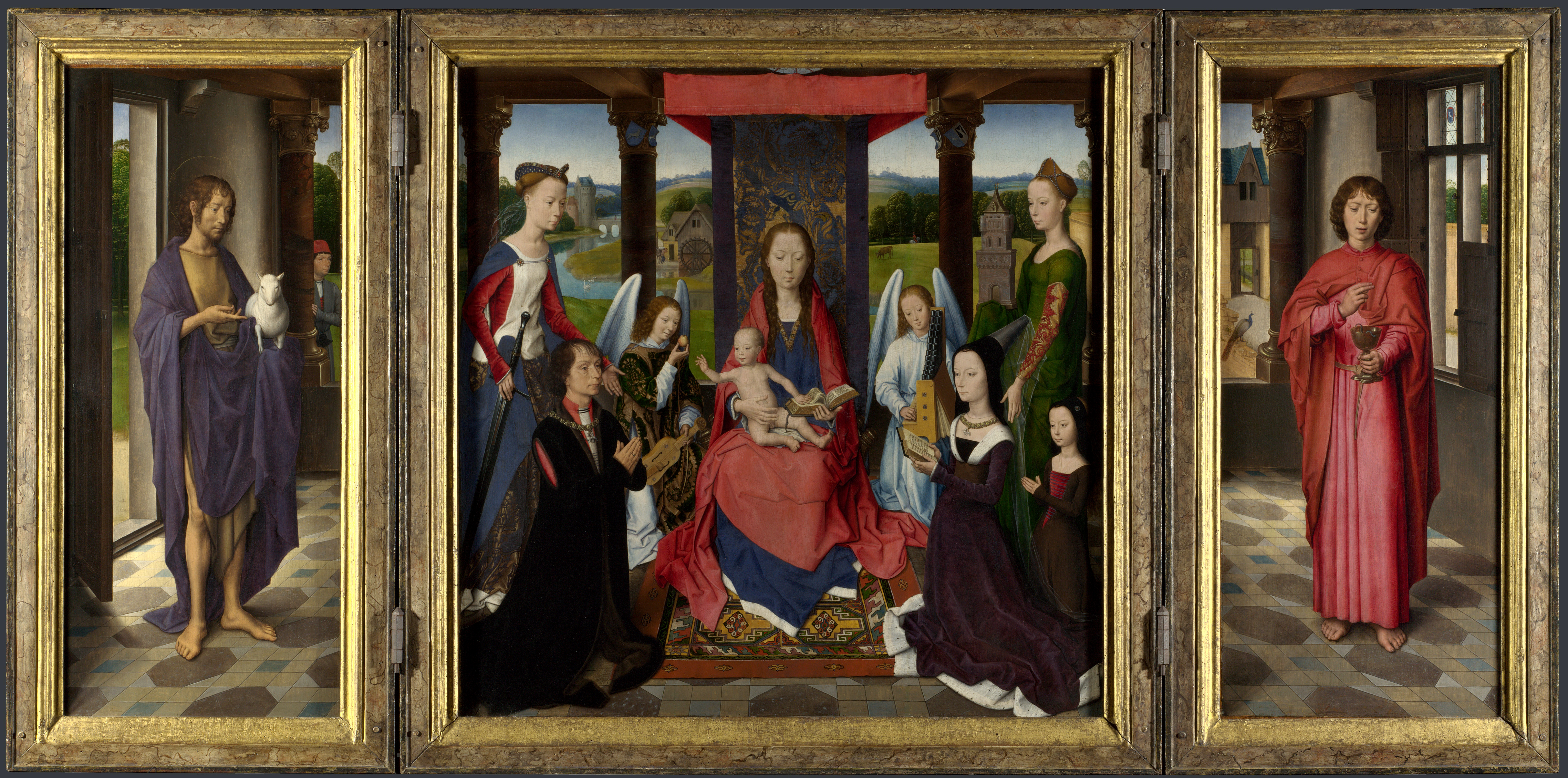
『ダン三連祭壇画』, 1470-1480年頃、ナショナル・ギャラリー (ロンドン)
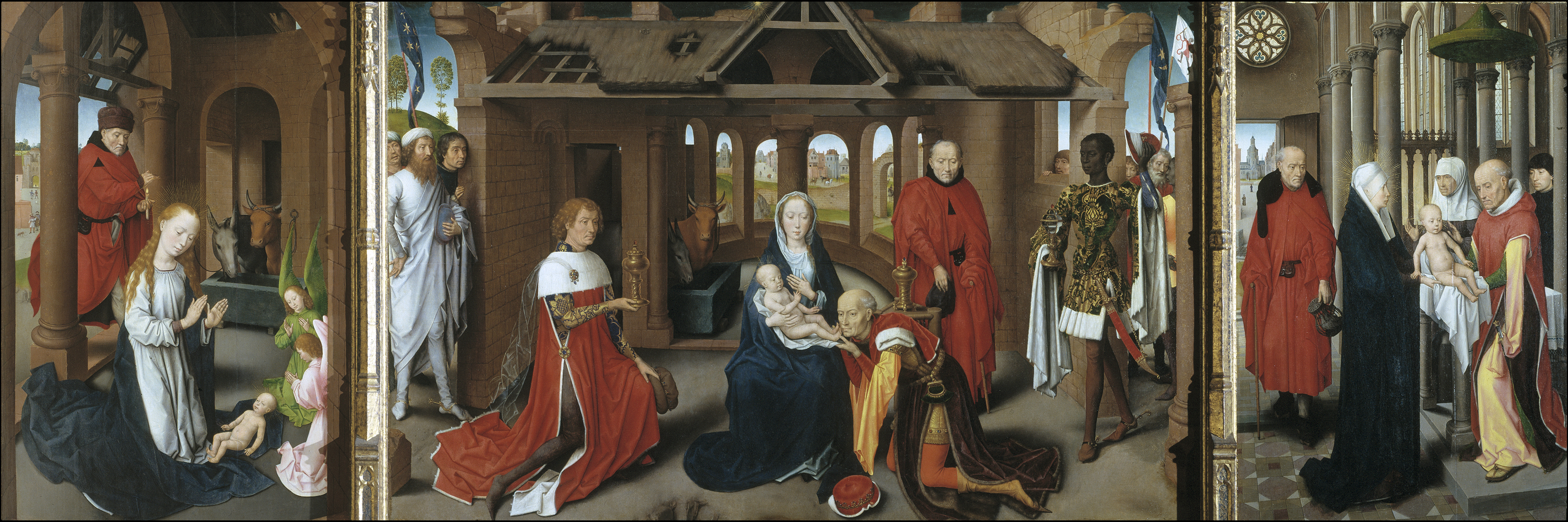
『東方三博士の礼拝』, 1470-1479-1480年頃、プラド美術館、マドリード
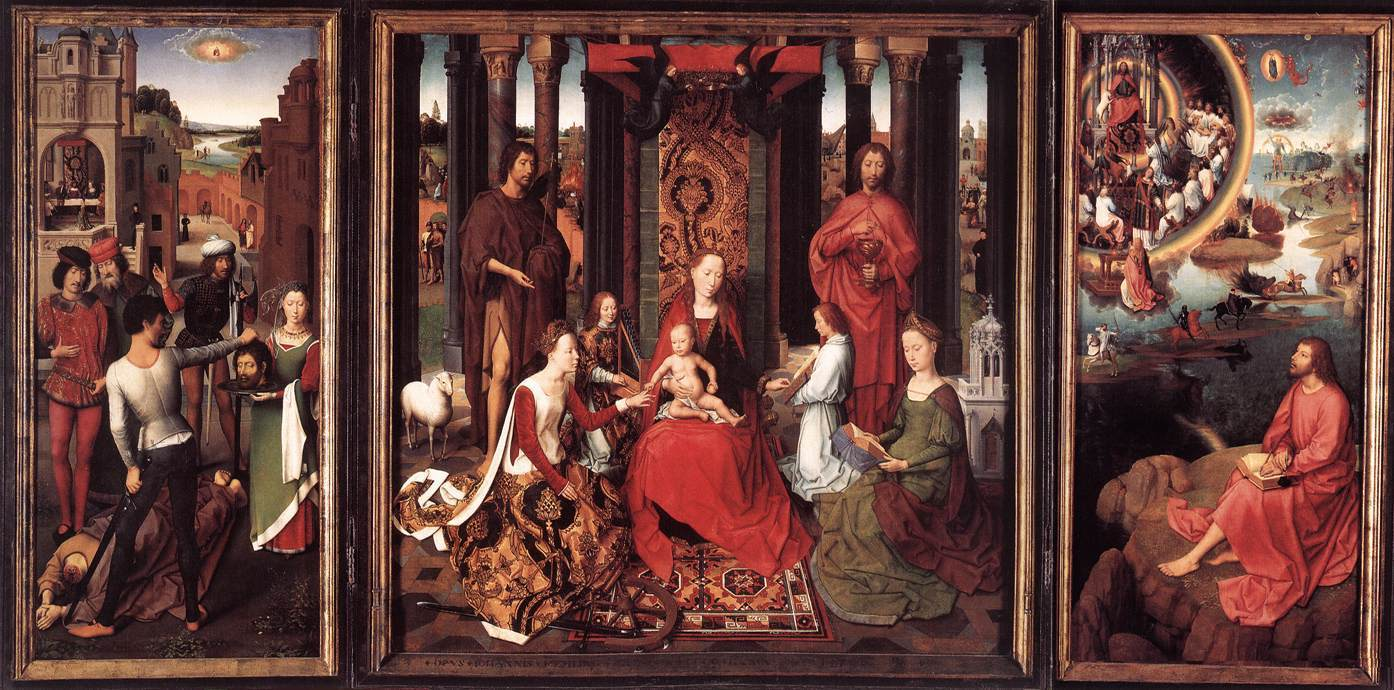
マリア・ヨハネ祭壇画（聖カタリナの神秘の結婚）, 1479年、旧聖ヨハネ病院内メムリンク美術館、ブルッヘ
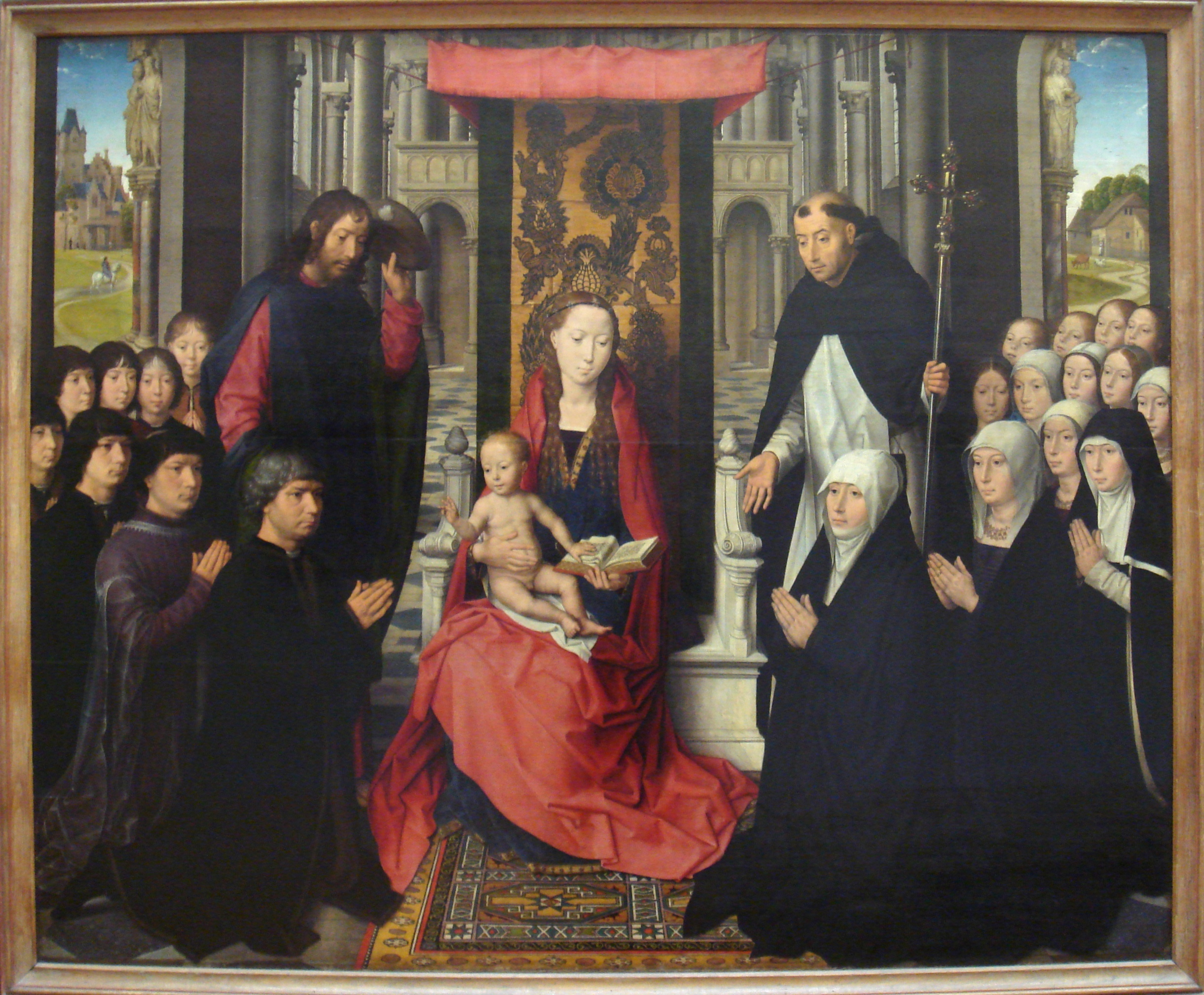
『聖母子と聖ヤコブ、聖ドミニクス』、1488–1490年、ルーヴル美術館、パリ。マリアの下にあるのはメムリンクのカーペット(英語版 )[9]。
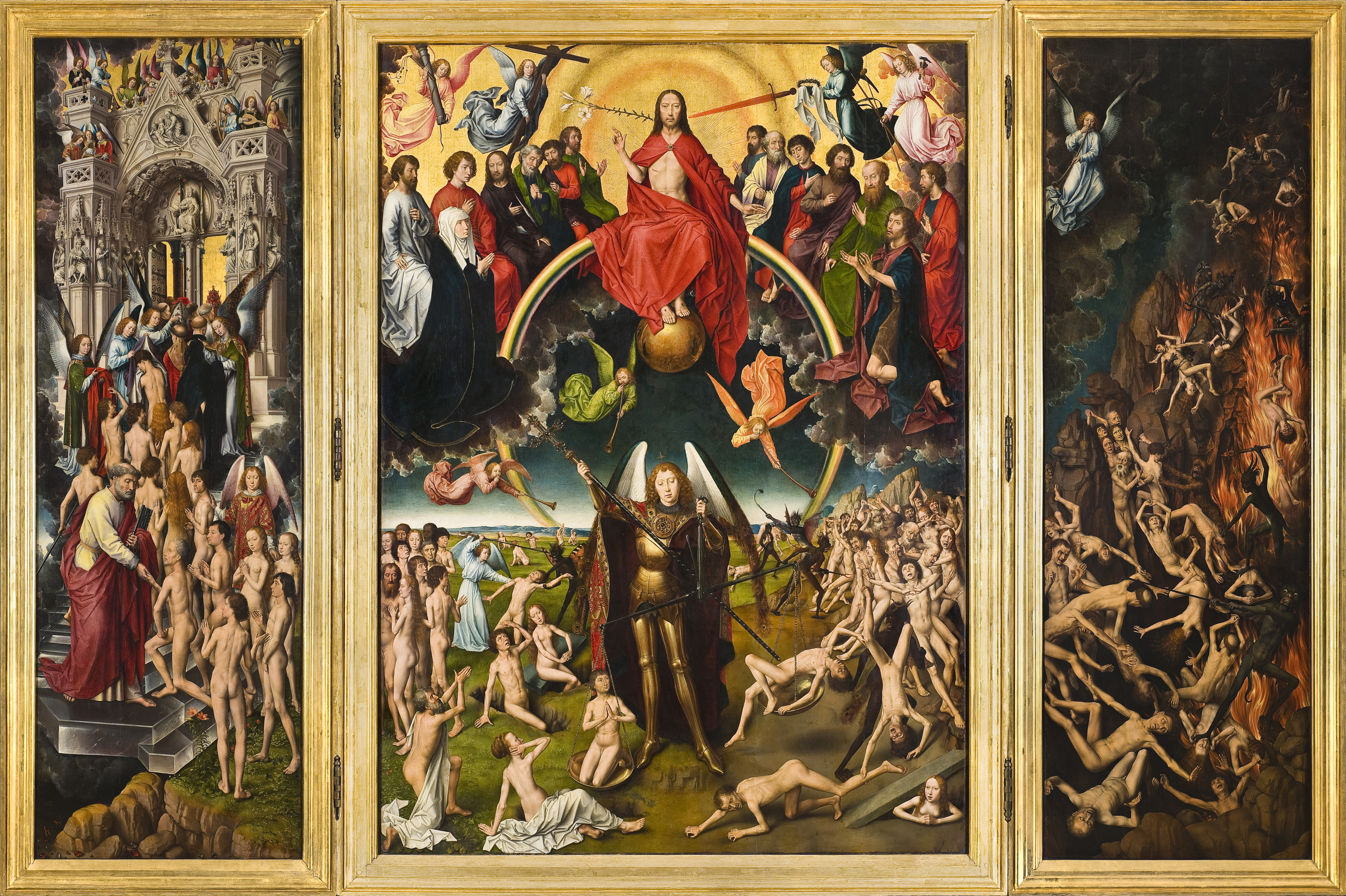
『最後の審判』, 三連祭壇画,1467年, グダンスク国立美術館(英語版)。
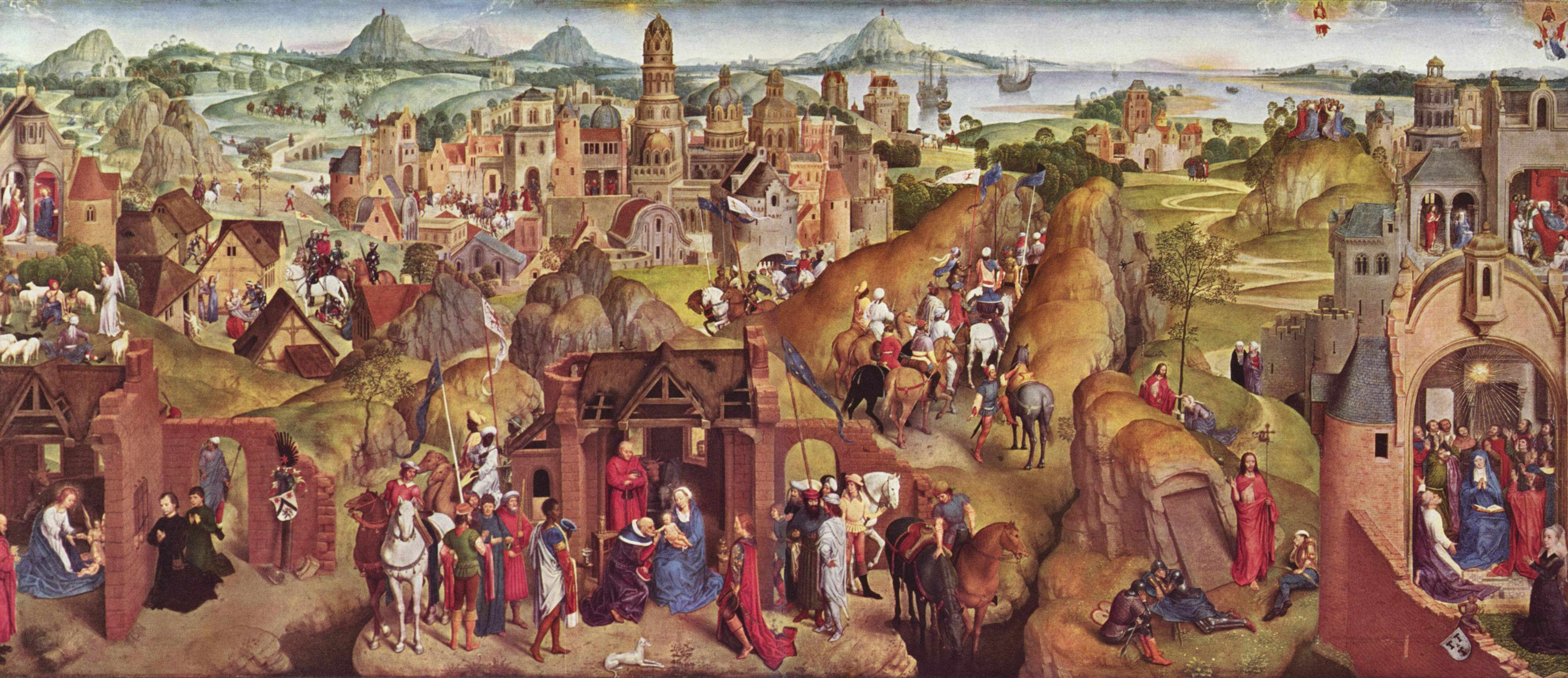
『キリストの降臨と勝利』(『マリアの七つの喜び』とも), 1480年頃、アルテ・ピナコテーク、ミュンヘン
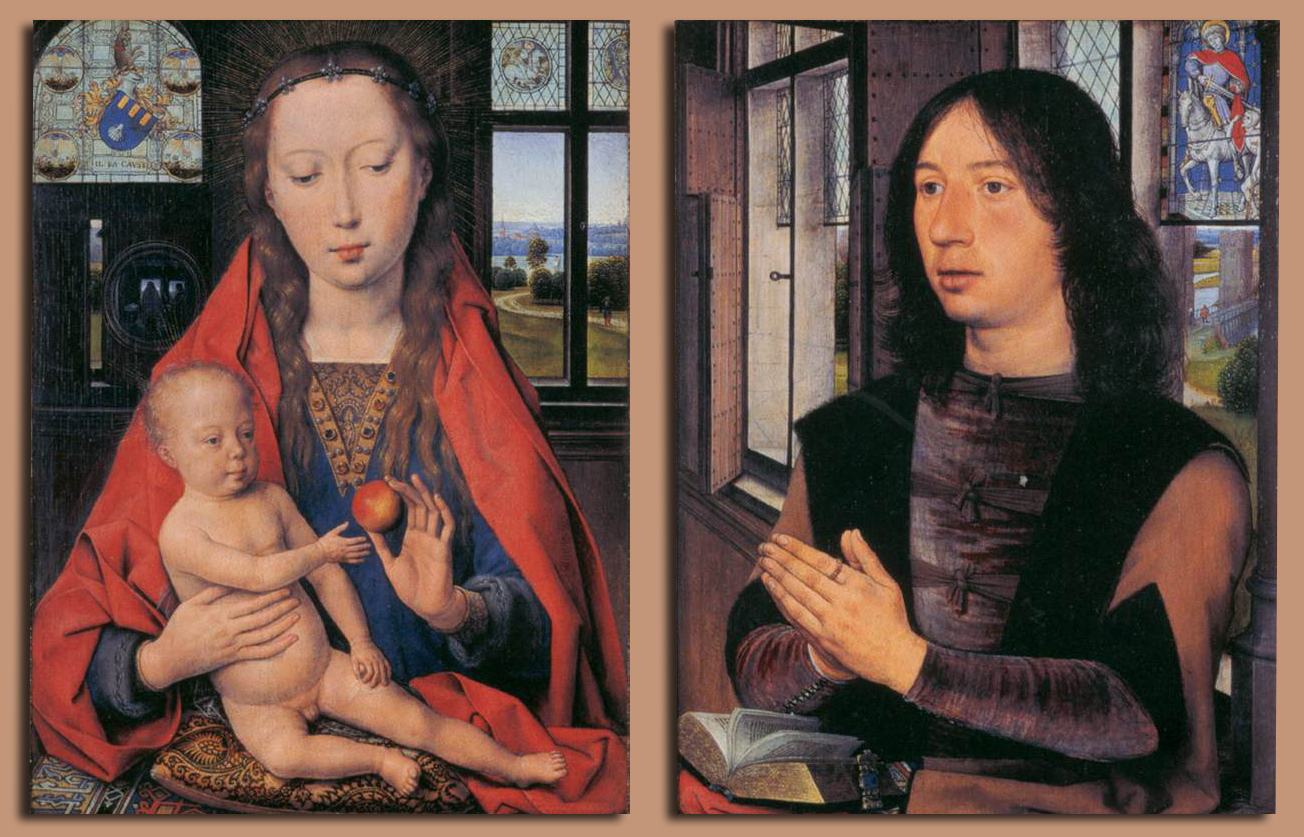
『マールテン・ファン・ニューウェンホーフェの二連祭壇画』 1487年、旧聖ヨハネ病院内メムリンク美術館
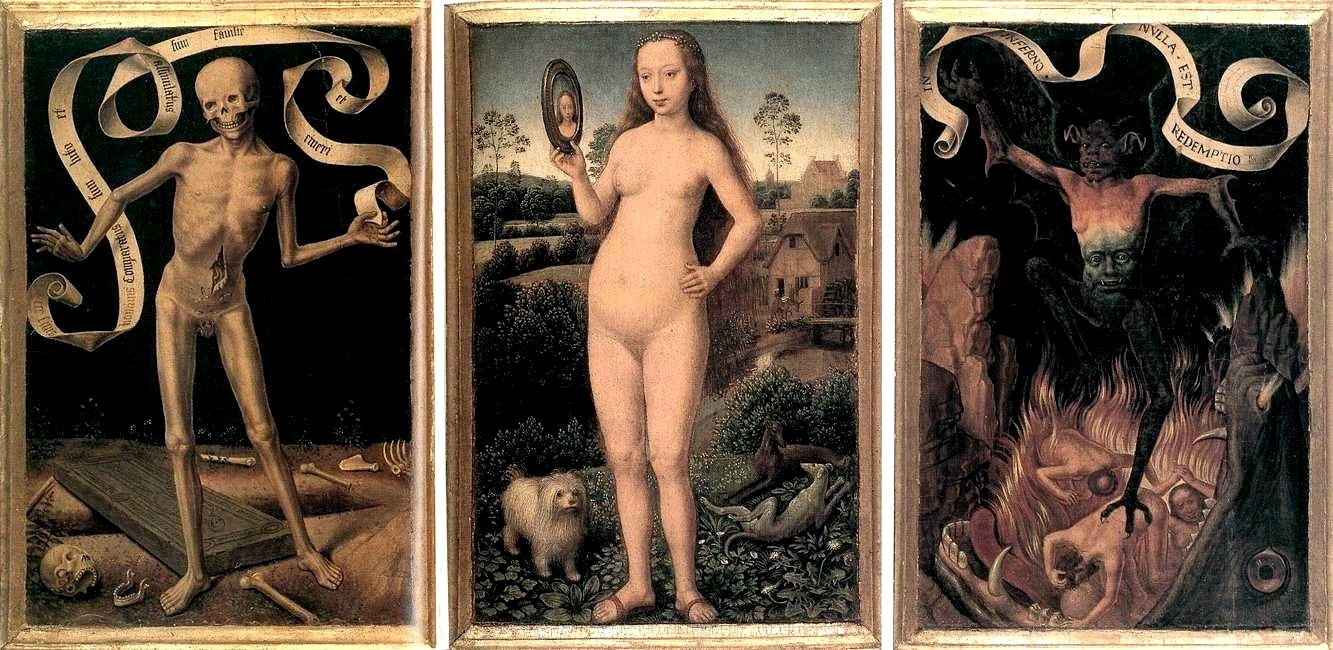
『虚栄と地上の救』小型祭壇画 (前面) 1485年頃 オークの板に油彩、3枚とも22 x 15 cm Musée des Beaux-Arts de Strasbourg
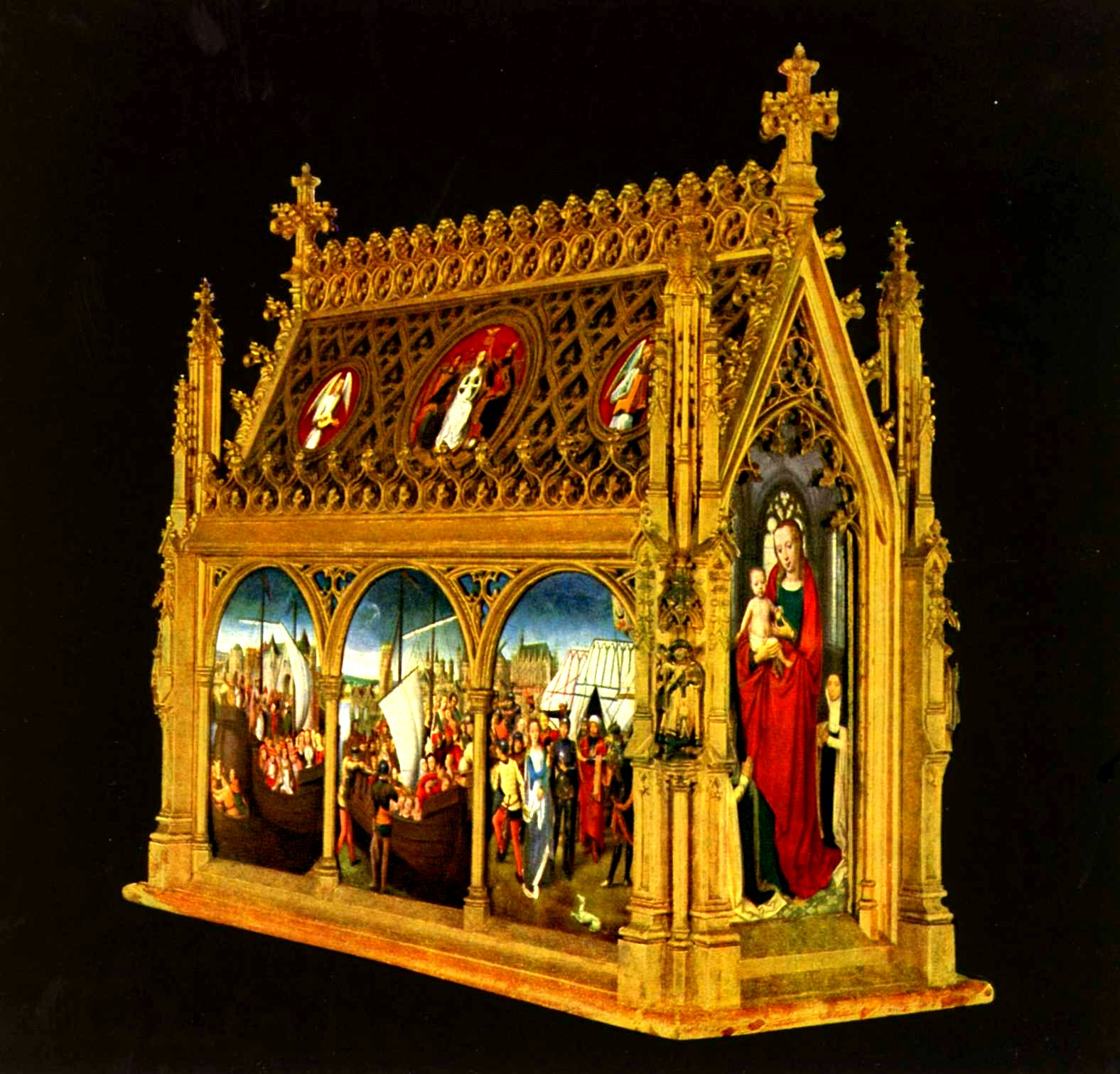
『聖ウルスラの聖遺物箱』(Shrine of St. Ursula), 1489年, 旧聖ヨハネ病院内メムリンク美術館
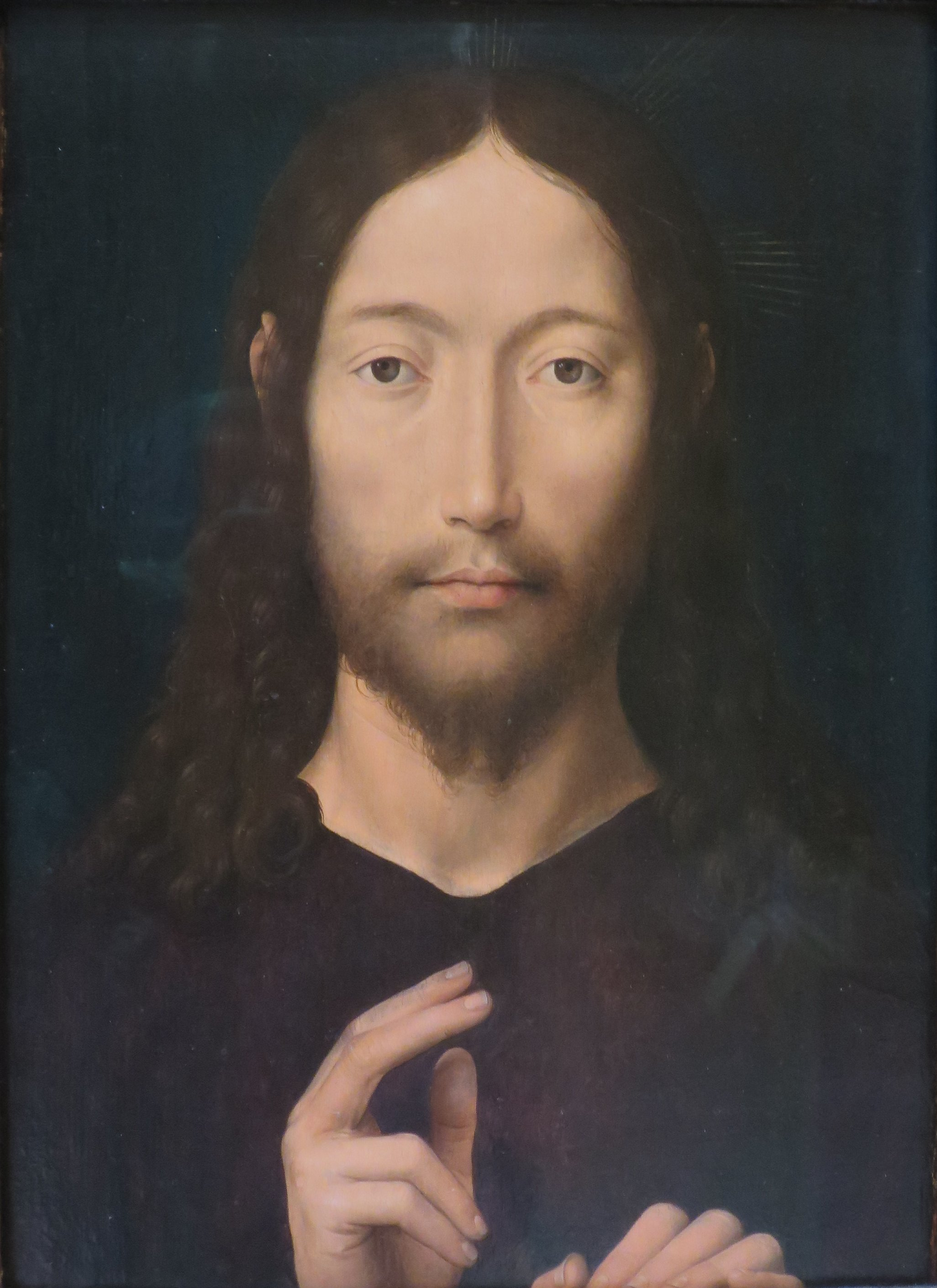
Christ Giving His Blessing, 1478年 ノートン・サイモン美術館
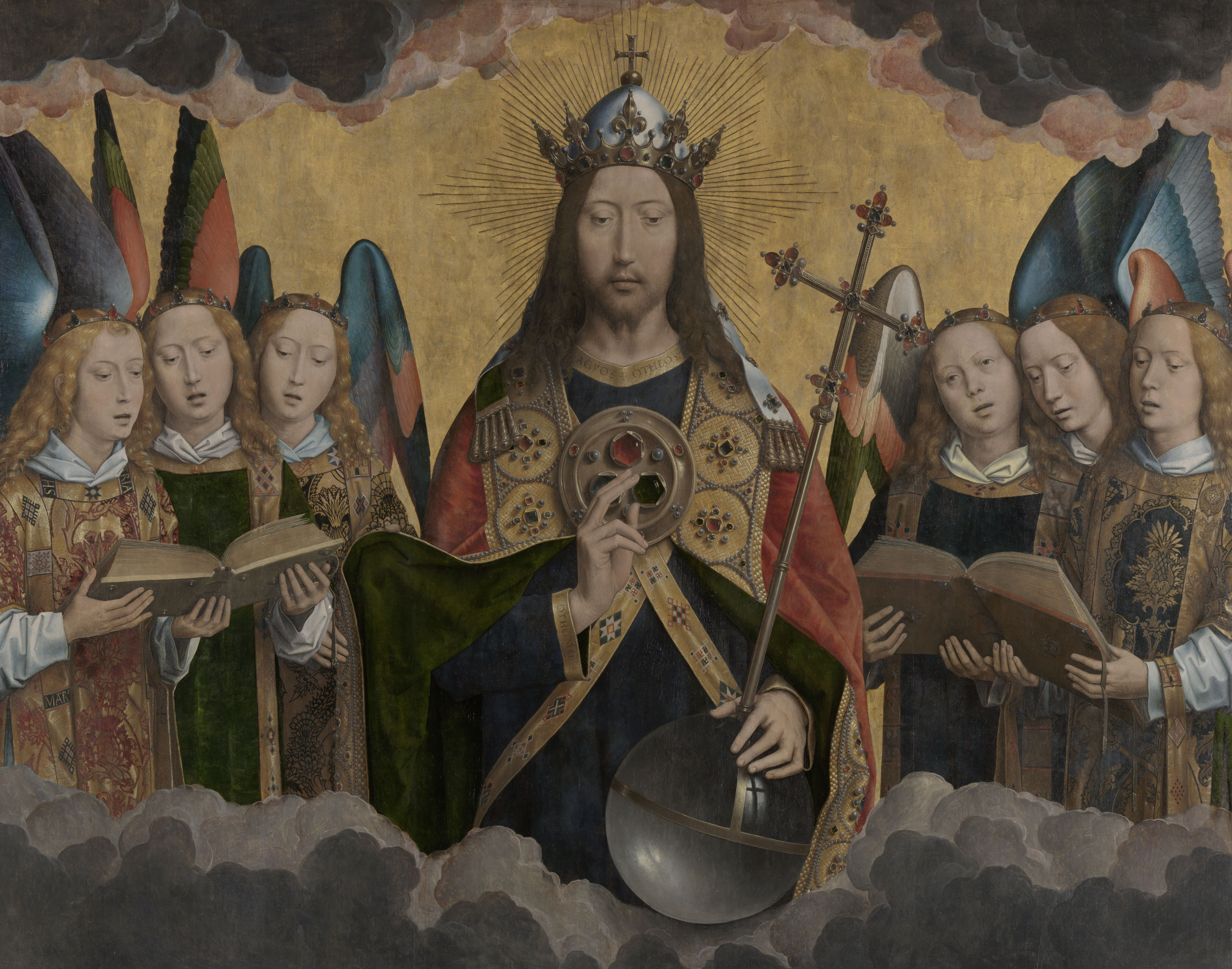
『奏楽の天使たちに囲まれたキリスト』, c. 1480 アントワープ王立美術館
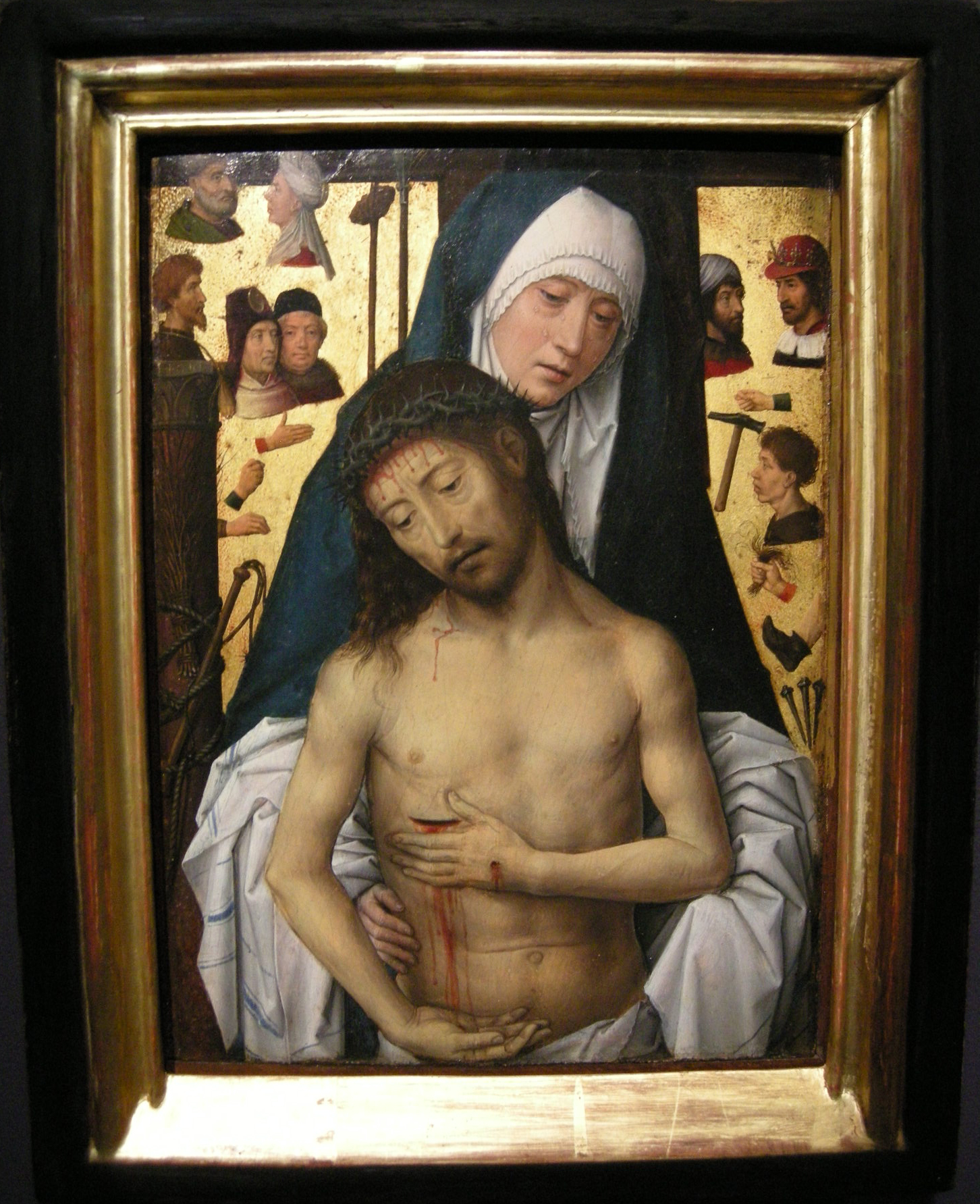
1475-79, The Man of Sorrows in the arms of the Virgin, National Gallery of Victoria, Melbourne
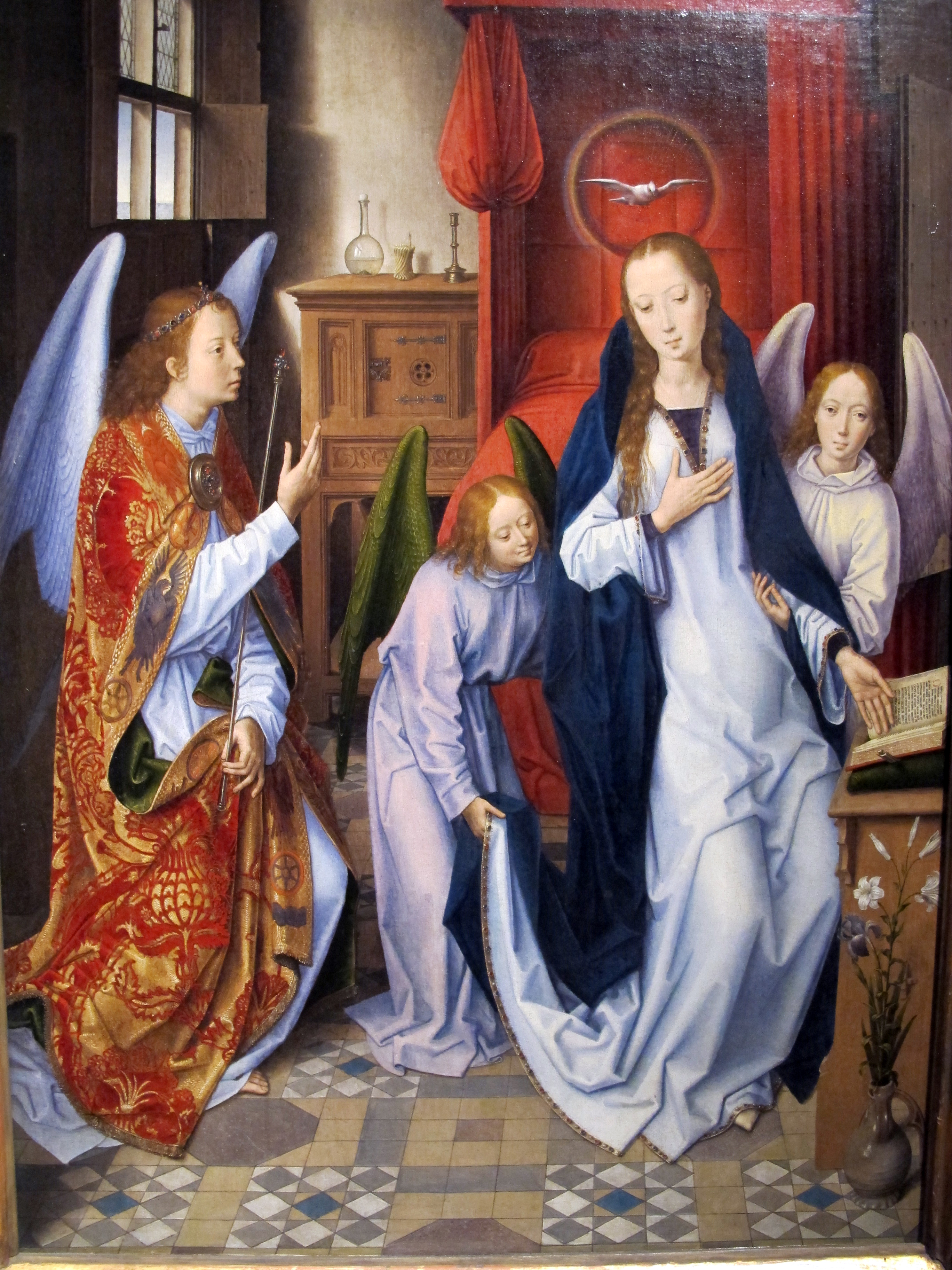
『受胎告知』, 1480–89年、メトロポリタン美術館
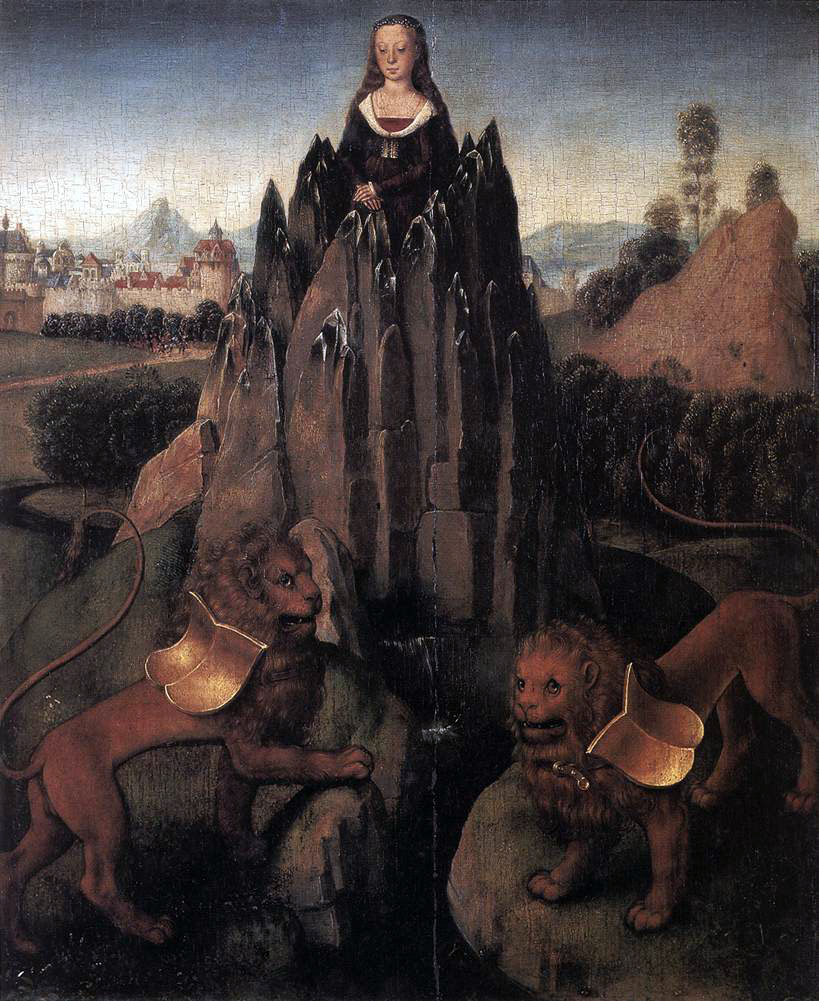
Allegory with a Virgin, 1479–80, ジャックマールアンドレ美術館
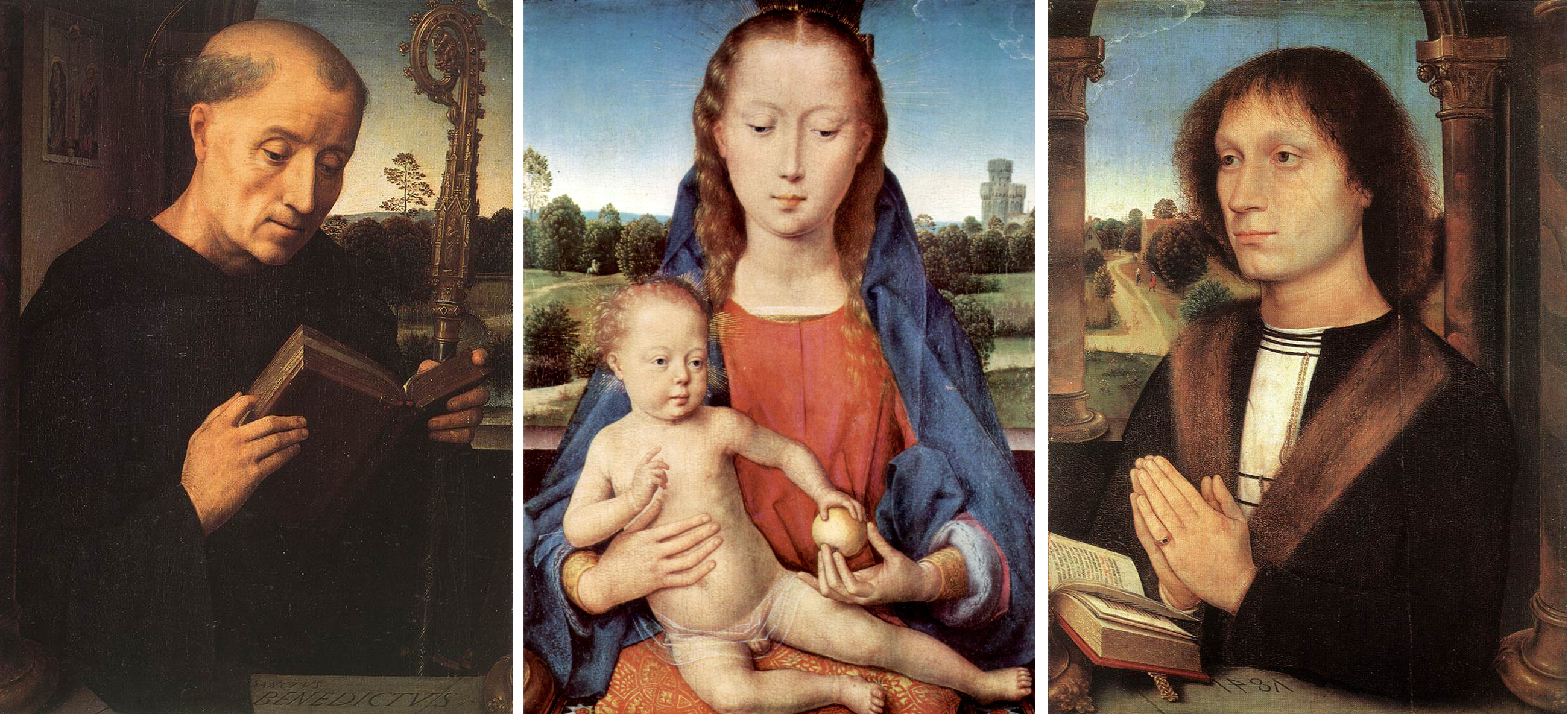
『ベネデット・ポルティナーリの三連祭壇画』, 1487年、ベルリン絵画館 (中央パネル、左翼パネル)、ウフィツィ美術館 (右翼パネル)

肖像画
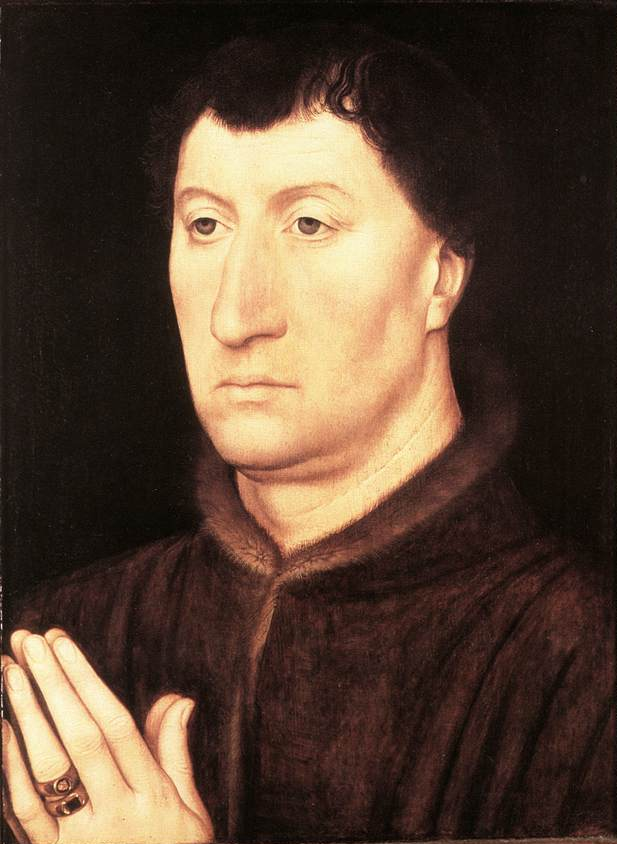
Portrait of Gilles Joye, 1472
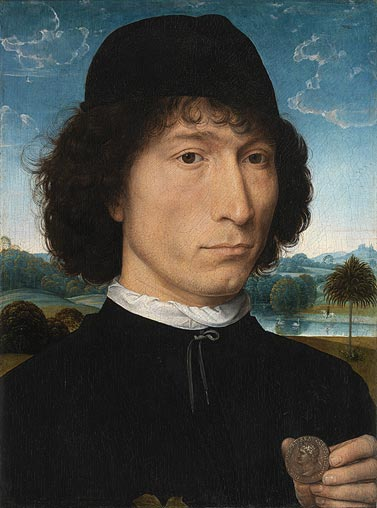
『ローマのメダルを持つ男性の肖像』, 1474年頃、アントワープ王立美術館
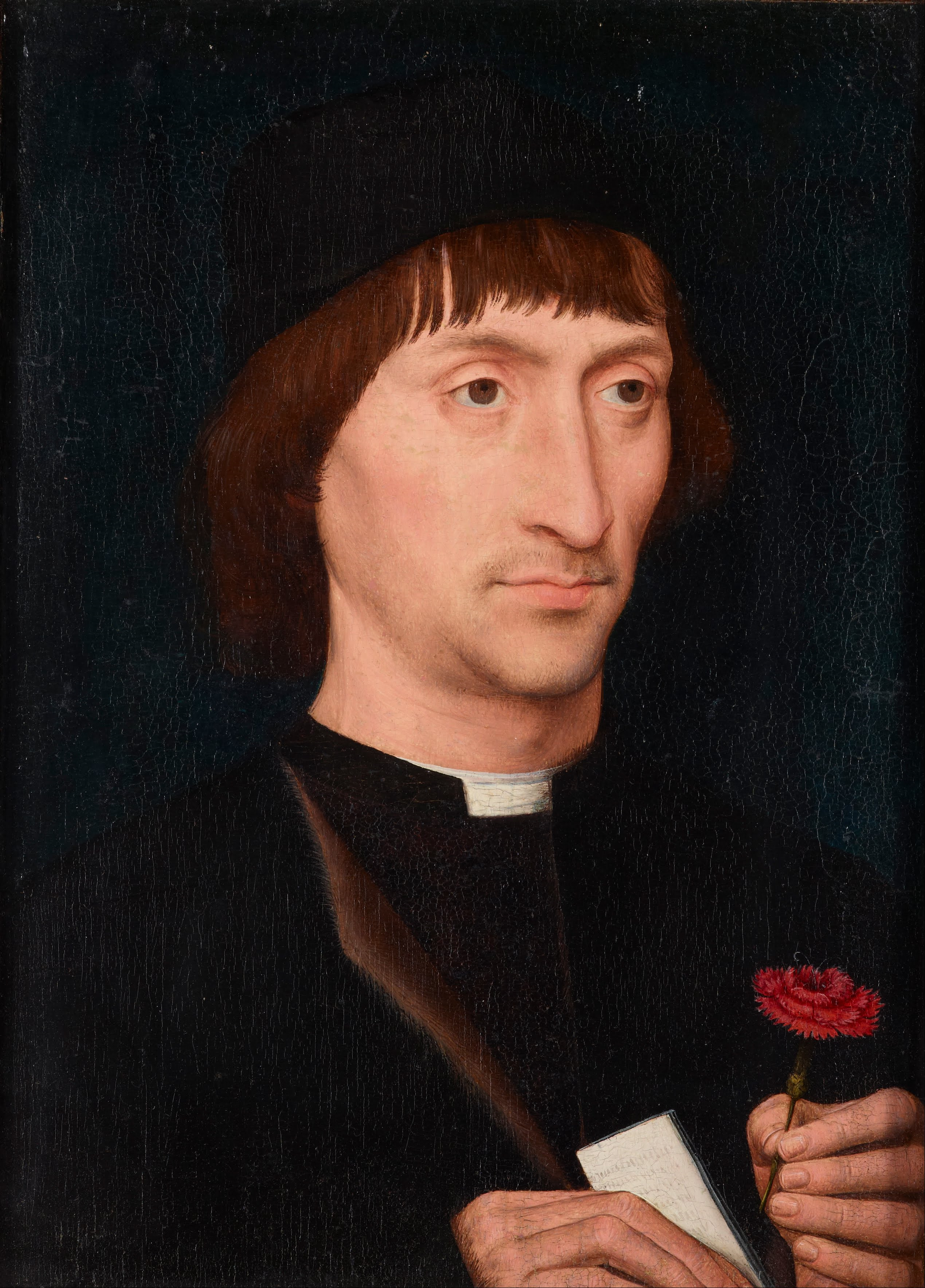
Portrait of a Man with a Pink Carnation, 1475
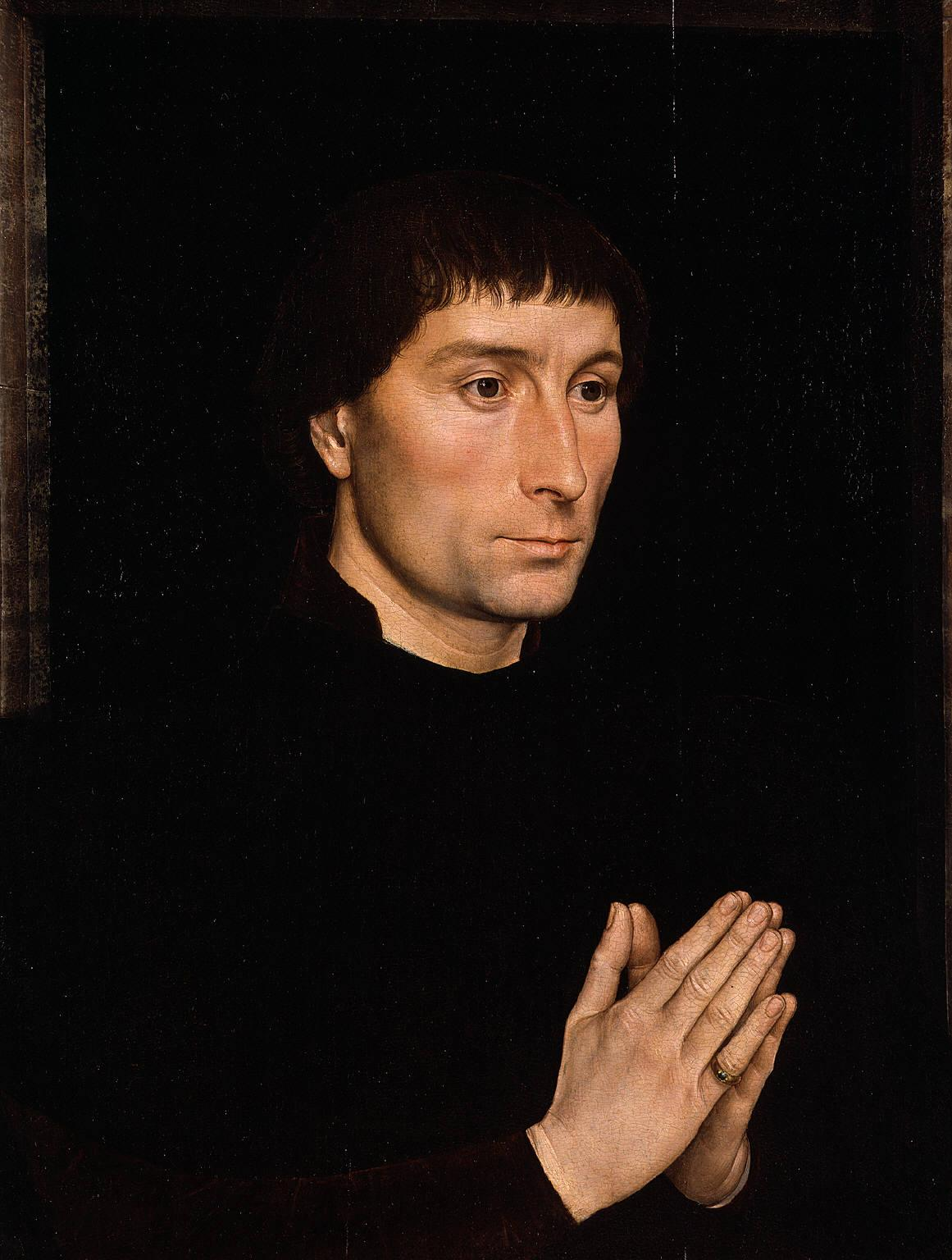
『トンマーゾ・ポルティナーリの肖像』, 1475年頃、メトロポリタン美術館
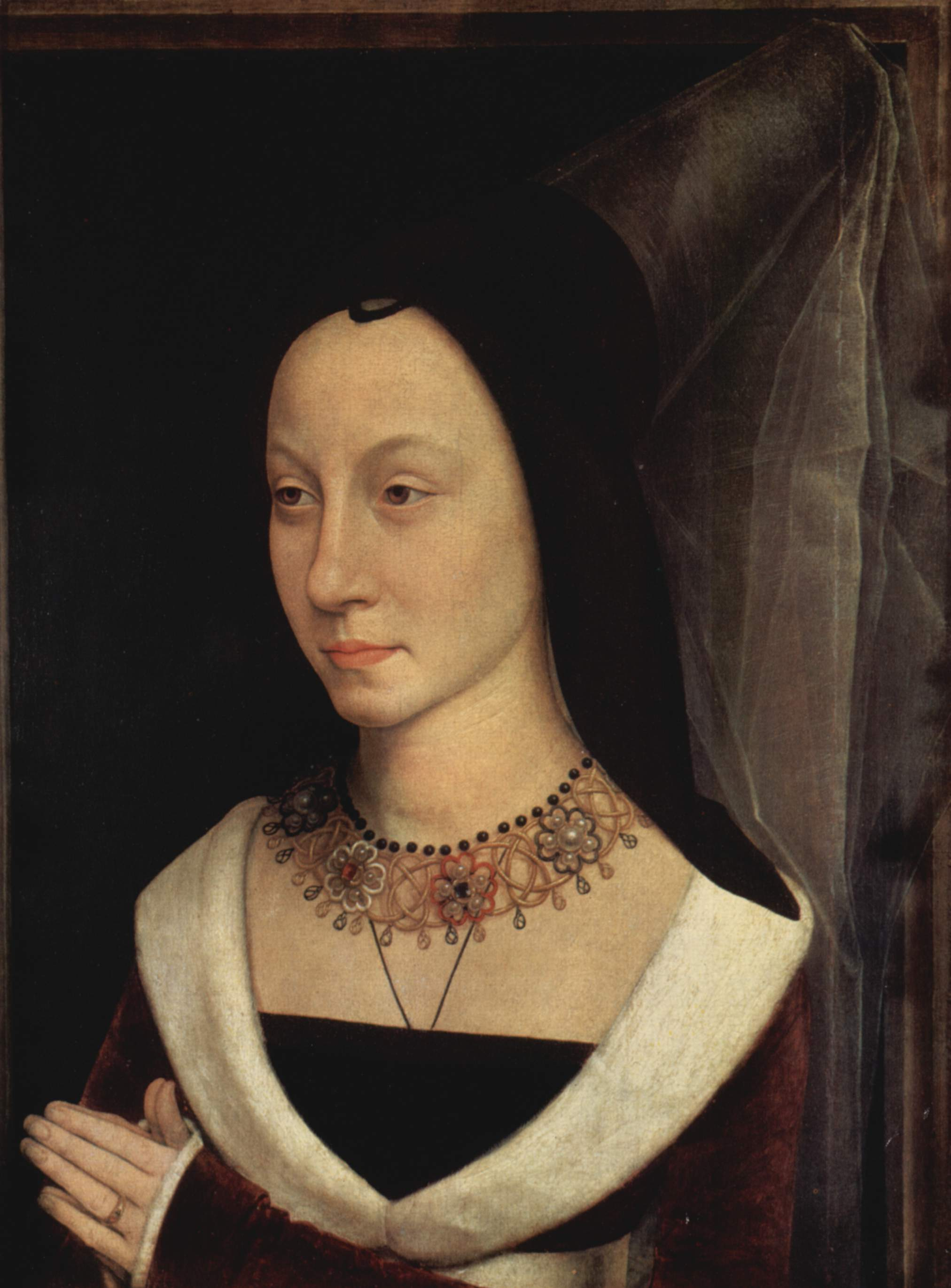
Portrait of Maria Maddalena Portinari, c. 1475, メトロポリタン美術館
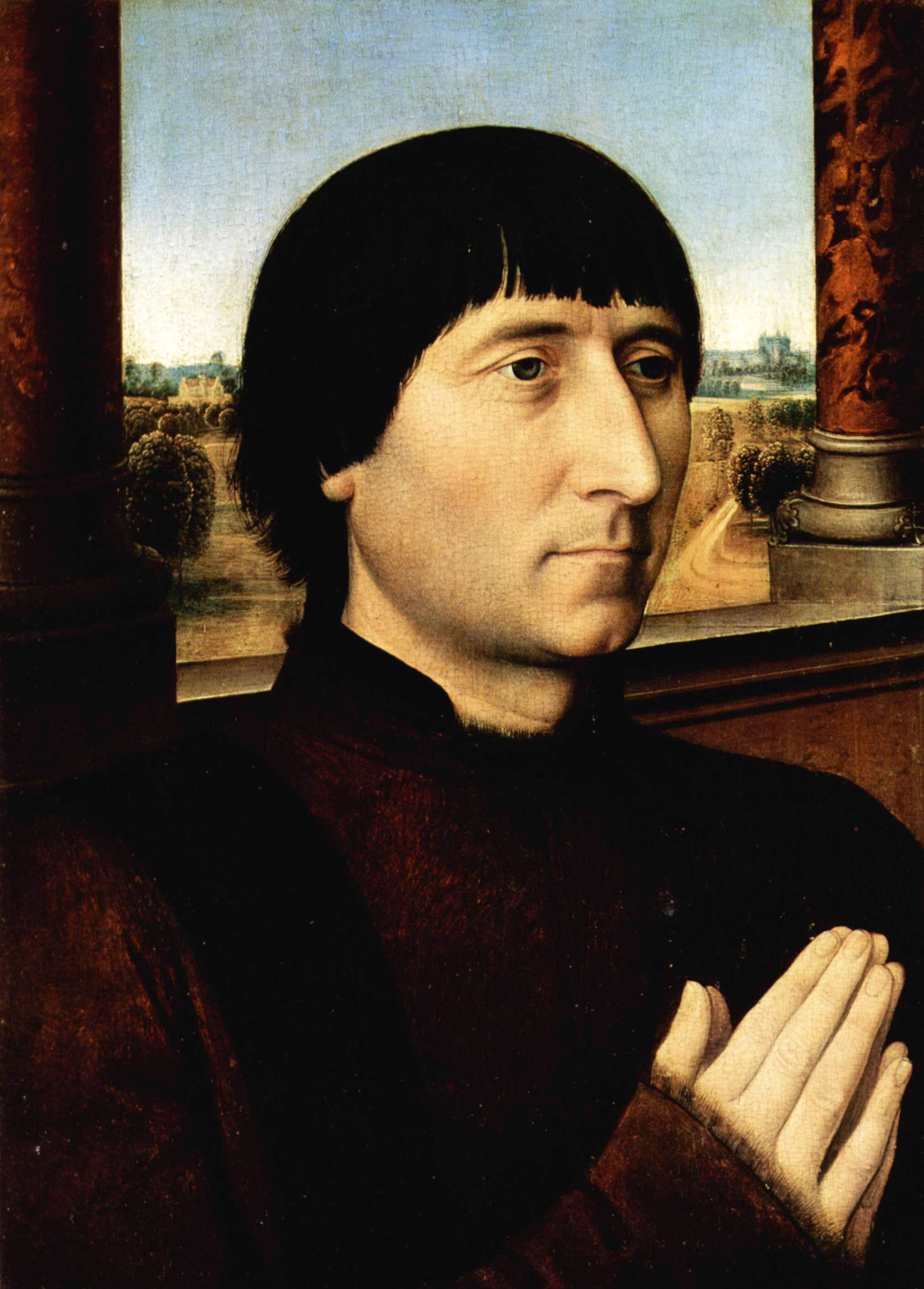
Portrait of Willem Morell, circa 1480
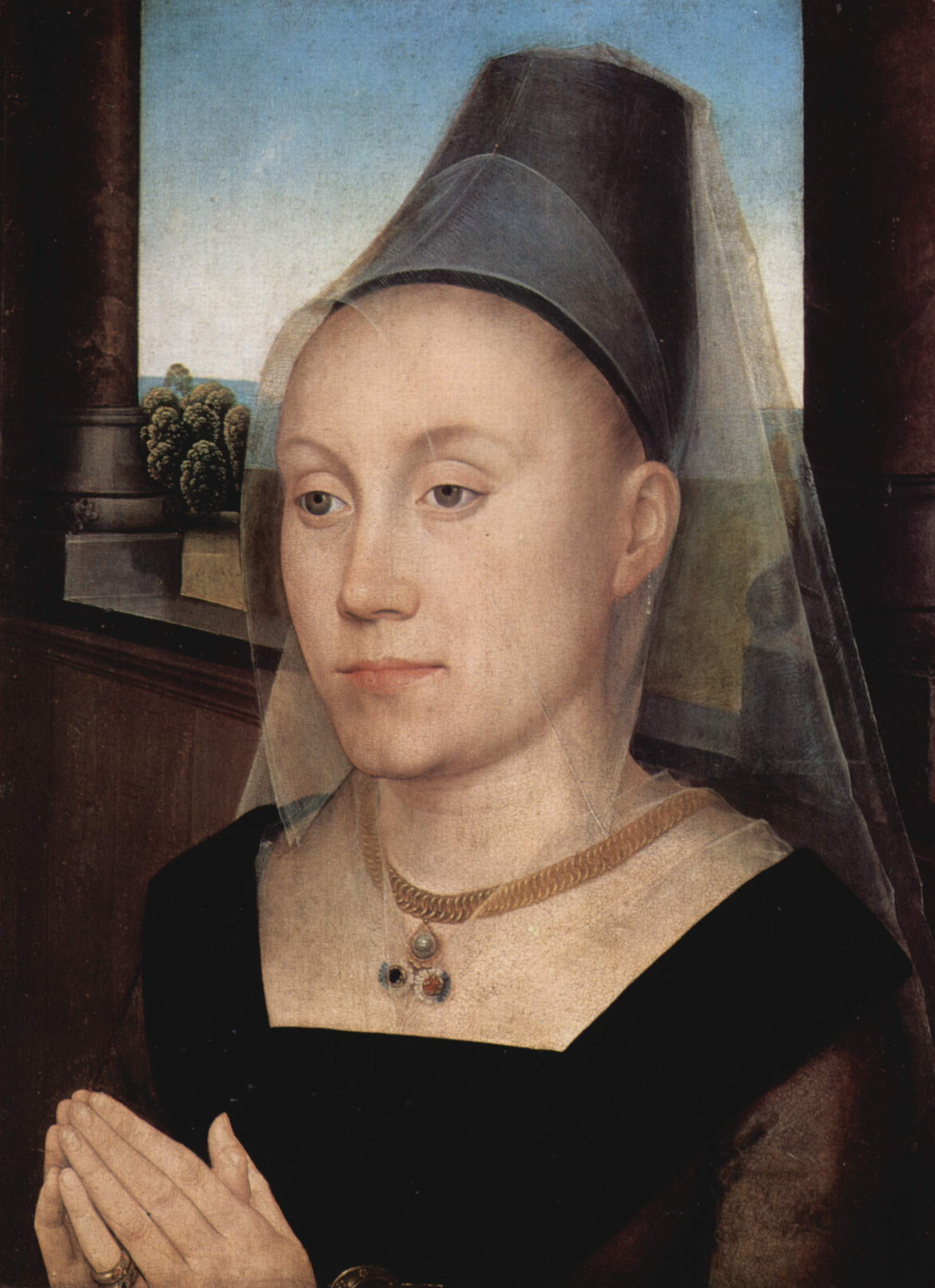
Portrait of Barbara van Vlaendenbergh, c. 1480